# 维埃纳
维埃纳（法語：Vienne，法語：[vjɛn] ⓘ），法国东南部城市，奥弗涅-罗讷-阿尔卑斯大区伊泽尔省的一个市镇，同时也是该省的一个副省会，下辖维埃纳区，其市镇面积为22.65平方公里，2022年1月1日时人口数量为31,555人，是该省人口第三多的市镇，在法国城市中排名第287位。
维埃纳位于伊泽尔省西北部，罗讷河左岸，是一个区域性的中心城市和交通枢纽。维埃纳历史悠久，历史上为阿洛布羅基人的首府，1311年10月，天主教在此召开了维埃纳公会议，教宗克勉五世在会上宣布取缔圣殿骑士团，近代则为重要的纺织工业中心。
维埃纳市区位于里昂市区以南大约25公里，得益于巴黎－马赛铁路以及A7高速公路，维埃纳逐渐发展成为里昂南部重要的卫星城，连接两地的区域列车已实现公交化运行。

## 地名来源

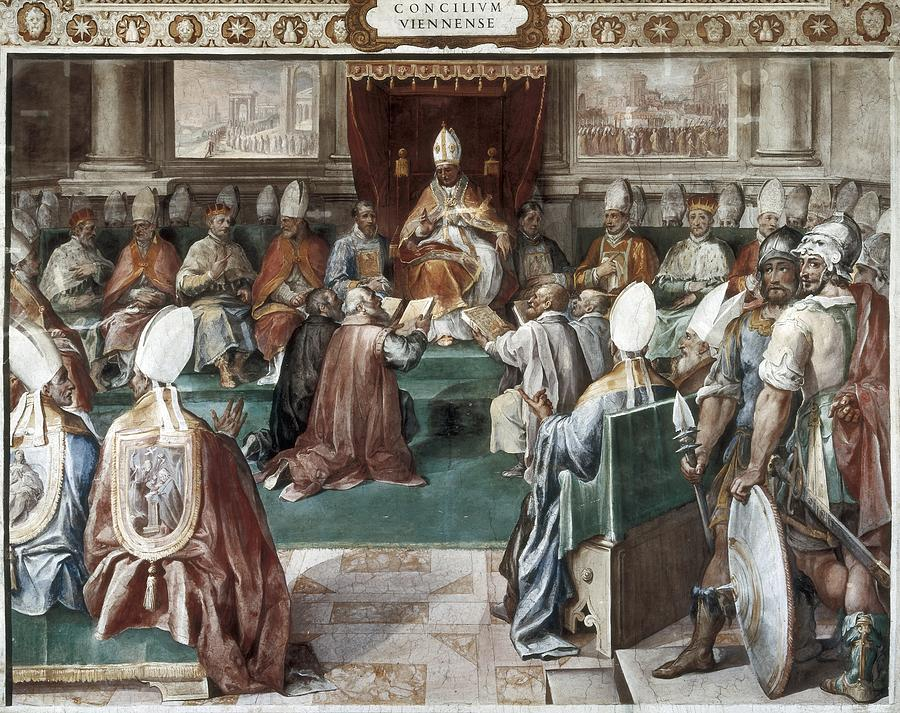
天主教维埃纳公会议

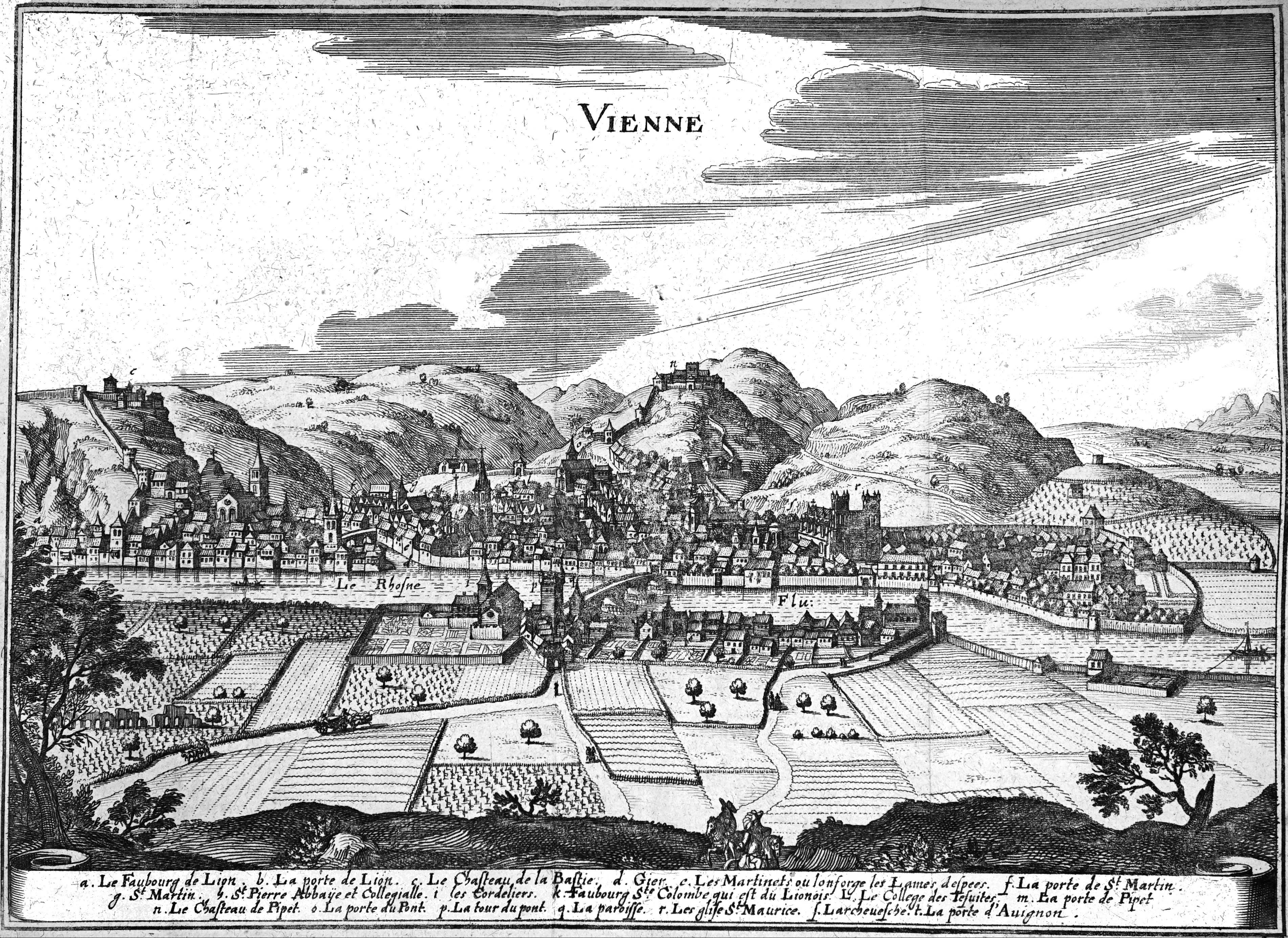
1661年的维埃纳

“维埃纳”一名的来源尚存在争议，凯撒大帝曾在《高卢战记》中明确记录“这个名字的来源无从考证”，而法国历史学家则认为“维埃纳”一名可能与现代法语单词“生活”（Vie）有关。

## 历史
维埃纳历史悠久，约公元前五世纪出现了村落，公元前三世纪时，维埃纳因罗讷河水运之便而成为阿洛布羅基人的首府。罗马人入侵后，维埃纳被改造成为一座罗马式的古城，当地出现了斗兽场、教堂等罗马建筑，其中歌剧院可容纳超过1万名观众，是高卢境内规模最大的斗兽场之一。公元392年，瓦伦提尼安二世在弥留之际曾将维埃纳设为国都。公元5世纪，维埃纳被勃艮第人攻占，543年，维埃纳成为法兰克王国的土地。中世纪时期，维埃纳属于多菲内公国，并因当地数量众多的教堂而成为一个宗教权力和传播中心。1311年10月，天主教在此召开了维埃纳公会议，教宗克勉五世在会上宣布取缔圣殿骑士团。1312年，里昂主教在此签订《维埃纳条约》，宣布效忠法兰西。1450年，根据《莫拉斯条约》（Traité de Moras），维埃纳正式并入法兰西王室领土。法国大革命结束后，维埃纳成为伊泽尔省的一个副省会。工业革命期间，维埃纳成为重要的纺织工业基地，横跨罗讷河的悬索桥于1829年建成，连接维埃纳的铁路则于1854年开通。

## 地理

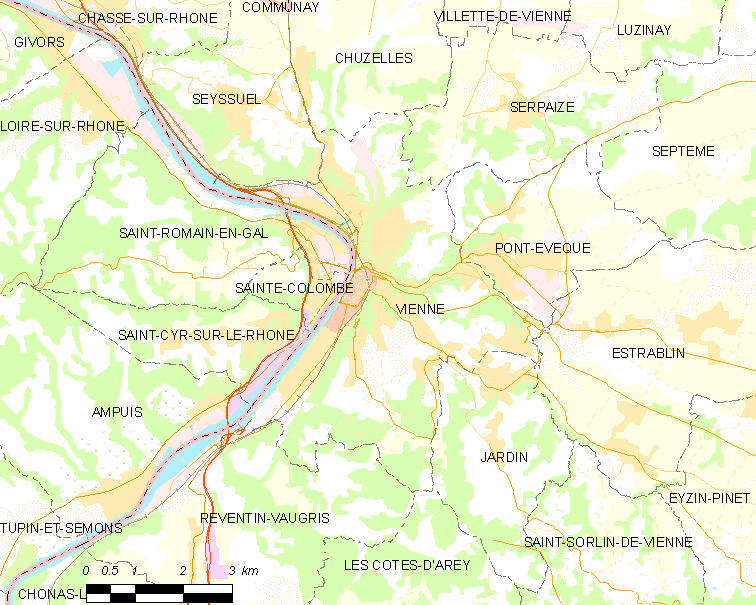
维埃纳市镇范围地图

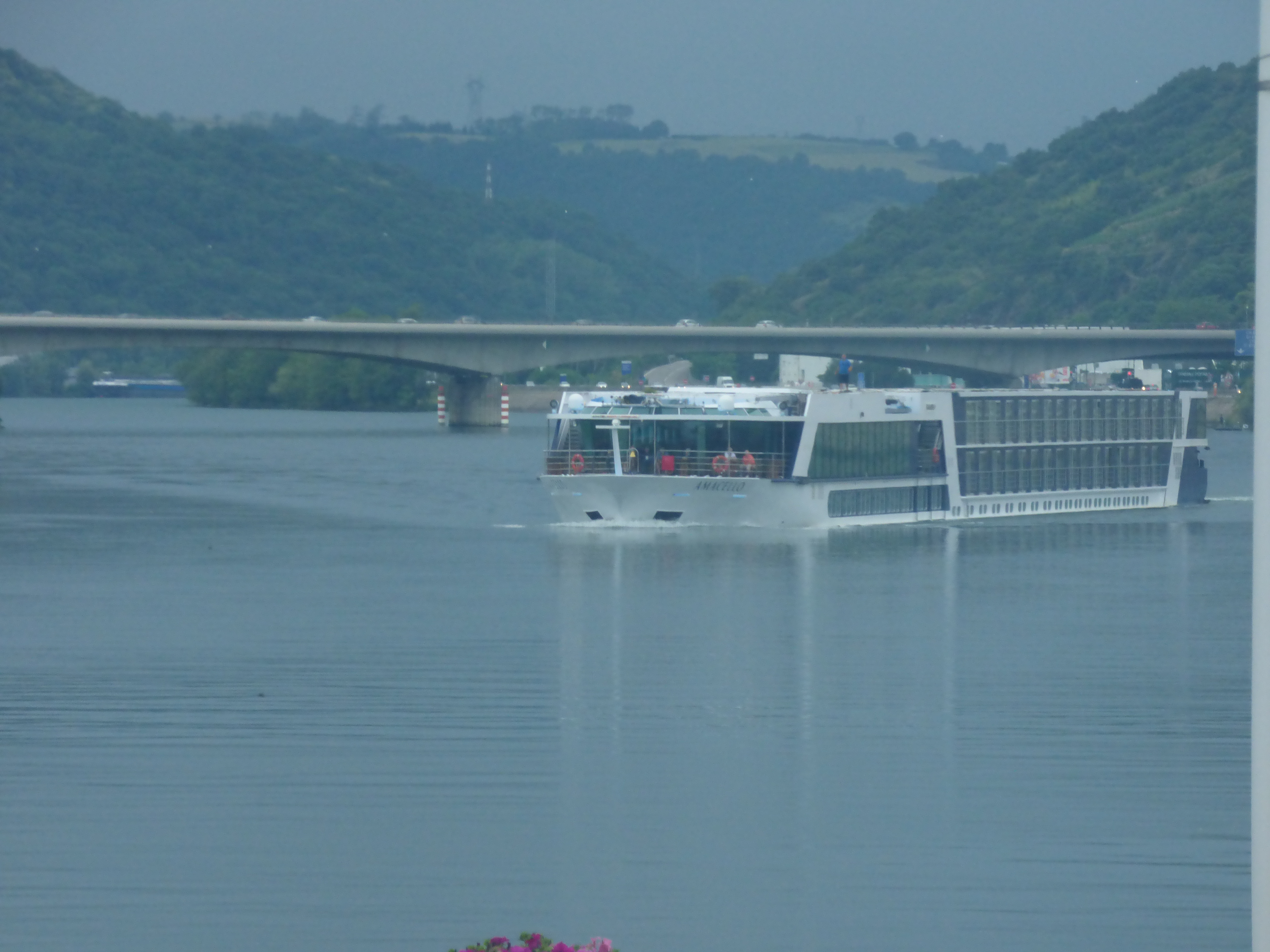
罗讷河维埃纳段

维埃纳位于法国东南部，奥弗涅-罗讷-阿尔卑斯大区中部偏南和伊泽尔省西北部，距离省会格勒诺布尔大约90公里。与维埃纳接壤的市镇包括：许泽勒、圣科隆布、罗讷河畔圣西尔、圣罗曼昂加勒、莱科特达雷、埃斯特拉布兰、雅尔丹、蓬泰韦克、勒旺坦-沃格里、塞尔派兹、塞叙埃勒、昂皮。

### 地形
维埃纳市区位于罗讷河河谷之中，东西两侧为丘陵，全境海拔在140到404米之间。

### 水文
维埃纳位于罗讷河干流的左岸，隔河与罗讷省相望，该河是法国五大河流之一，其左岸支流热尔河在此与其交汇。

### 植被
维埃纳属于温带落叶林区，市区内的主要绿地公园包括巴蒂城堡公园（Parc du Château de la Bâtie）、城市花园（Jardin de La Ville）等，均常年免费向公众开放。
在鲜花城市的评比中，维埃纳被评为3星级鲜花城市。

### 气候
维埃纳在柯本气候分类法中属于带有地中海特征的温带海洋性气候。
维埃纳境内设有气象站，以下为该气象站的数据（其中日照数据取自布龙）：
| 维埃纳1981年－2019年 | 维埃纳1981年－2019年 | 维埃纳1981年－2019年 | 维埃纳1981年－2019年 | 维埃纳1981年－2019年 | 维埃纳1981年－2019年 | 维埃纳1981年－2019年 | 维埃纳1981年－2019年 | 维埃纳1981年－2019年 | 维埃纳1981年－2019年 | 维埃纳1981年－2019年 | 维埃纳1981年－2019年 | 维埃纳1981年－2019年 | 维埃纳1981年－2019年 |
| 月份                 | 1月                  | 2月                  | 3月                  | 4月                  | 5月                  | 6月                  | 7月                  | 8月                  | 9月                  | 10月                 | 11月                 | 12月                 | 全年                 |
| -------------------- | -------------------- | -------------------- | -------------------- | -------------------- | -------------------- | -------------------- | -------------------- | -------------------- | -------------------- | -------------------- | -------------------- | -------------------- | -------------------- |
| 历史最高温 °C（°F）  | 18.5 (65.3)          | 21.4 (70.5)          | 26.5 (79.7)          | 30 (86)              | 34 (93)              | 38 (100)             | 39.2 (102.6)         | 42 (108)             | 33 (91)              | 28.5 (83.3)          | 22.5 (72.5)          | 19.5 (67.1)          | 42 (108)             |
| 平均高温 °C（°F）    | 7.2 (45.0)           | 9.3 (48.7)           | 14.3 (57.7)          | 17.3 (63.1)          | 21.8 (71.2)          | 25.6 (78.1)          | 28.6 (83.5)          | 28 (82)              | 23.6 (74.5)          | 18.2 (64.8)          | 11.4 (52.5)          | 7.8 (46.0)           | 17.8 (64.0)          |
| 日均气温 °C（°F）    | 4 (39)               | 5.2 (41.4)           | 9 (48)               | 11.7 (53.1)          | 15.9 (60.6)          | 19.4 (66.9)          | 22 (72)              | 21.6 (70.9)          | 17.9 (64.2)          | 13.7 (56.7)          | 7.9 (46.2)           | 4.9 (40.8)           | 12.8 (55.0)          |
| 平均低温 °C（°F）    | 0.8 (33.4)           | 1.2 (34.2)           | 3.6 (38.5)           | 6 (43)               | 10 (50)              | 13.2 (55.8)          | 15.5 (59.9)          | 15.1 (59.2)          | 12.2 (54.0)          | 9.2 (48.6)           | 4.3 (39.7)           | 2 (36)               | 7.8 (46.0)           |
| 历史最低温 °C（°F）  | −15.5 (4.1)          | −11 (12)             | −9.5 (14.9)          | −4 (25)              | 0.5 (32.9)           | 4.7 (40.5)           | 7.6 (45.7)           | 5.4 (41.7)           | 3.5 (38.3)           | −3 (27)              | −9 (16)              | −9.5 (14.9)          | −15.5 (4.1)          |
| 平均降水量 mm（）    | 49.8 (1.96)          | 41 (1.6)             | 51.4 (2.02)          | 77.5 (3.05)          | 92.5 (3.64)          | 72.2 (2.84)          | 48.9 (1.93)          | 59.7 (2.35)          | 80.3 (3.16)          | 96.6 (3.80)          | 90 (3.5)             | 55.8 (2.20)          | 815.7 (32.11)        |
| 月均日照時數         | 73.9                 | 101.2                | 170.2                | 190.5                | 221.4                | 254.3                | 283                  | 252.7                | 194.8                | 129.6                | 75.9                 | 54.5                 | 2,002                |
| 来源：infoclimat.fr  |                      |                      |                      |                      |                      |                      |                      |                      |                      |                      |                      |                      |                      |

## 行政区划
维埃纳是法国奥弗涅-罗讷-阿尔卑斯大区伊泽尔省的一个市镇，编号为38544，它也是伊泽尔省的一个副省会。维埃纳下辖维埃纳区，隶属于伊泽尔省第八选区，管理维埃纳第一县和维埃纳第二县，同时也是维埃纳-孔德里约城市圈公共社区的办公驻地。
法国国家统计与经济研究所（简称）在进行数据统计时，将维埃纳及相邻的另外24个市镇设为维埃纳城市核心区，并将包括核心区在内的周边共40个市镇划为维埃纳城市区。自2020年起，维埃纳城市区被划入包含398个市镇的里昂城市辐射区内。此外，还将维埃纳市镇分为了12个“块区”（IRIS），以便于统计人口分布情况。

## 交通

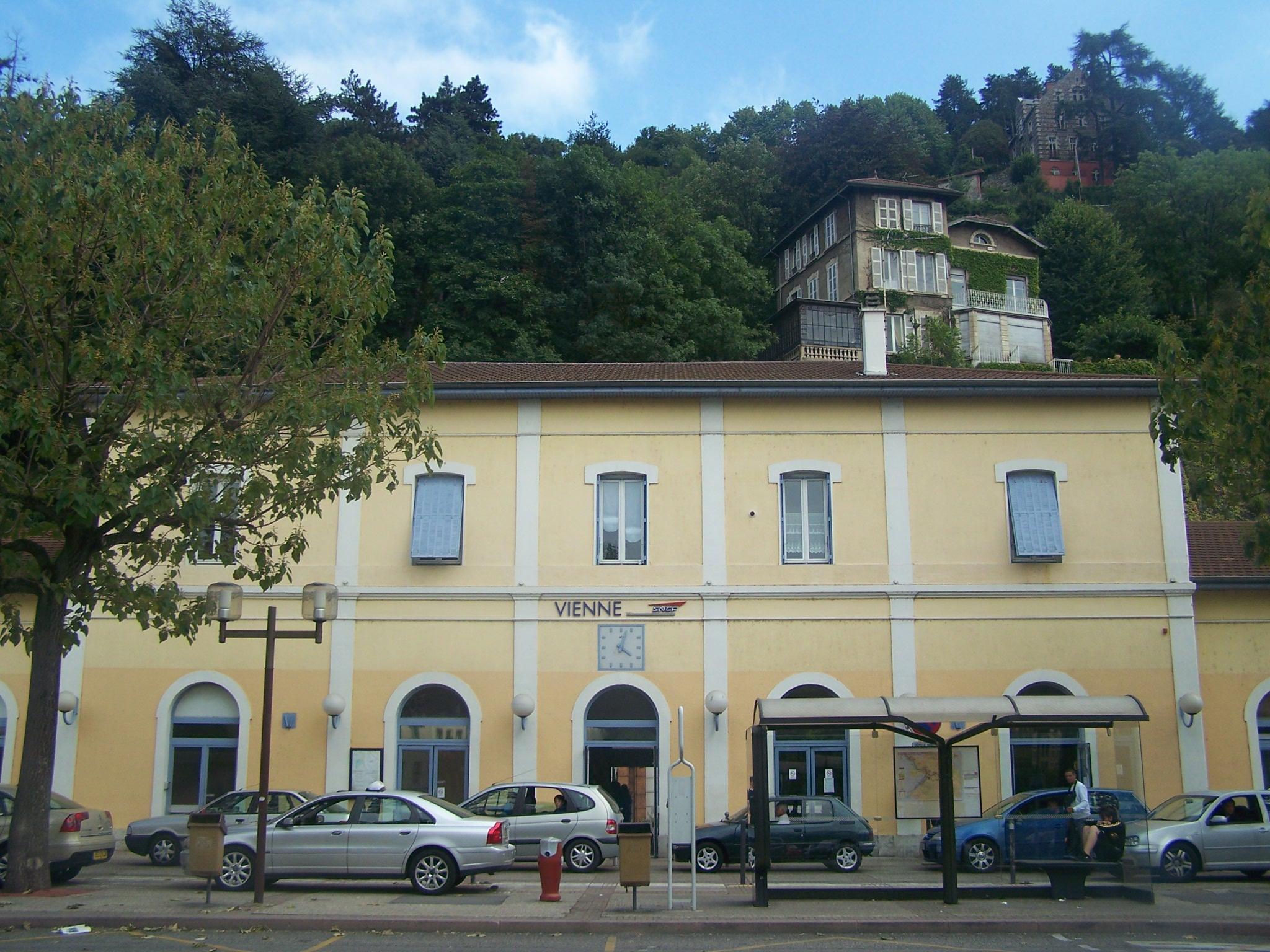
维埃纳火车站

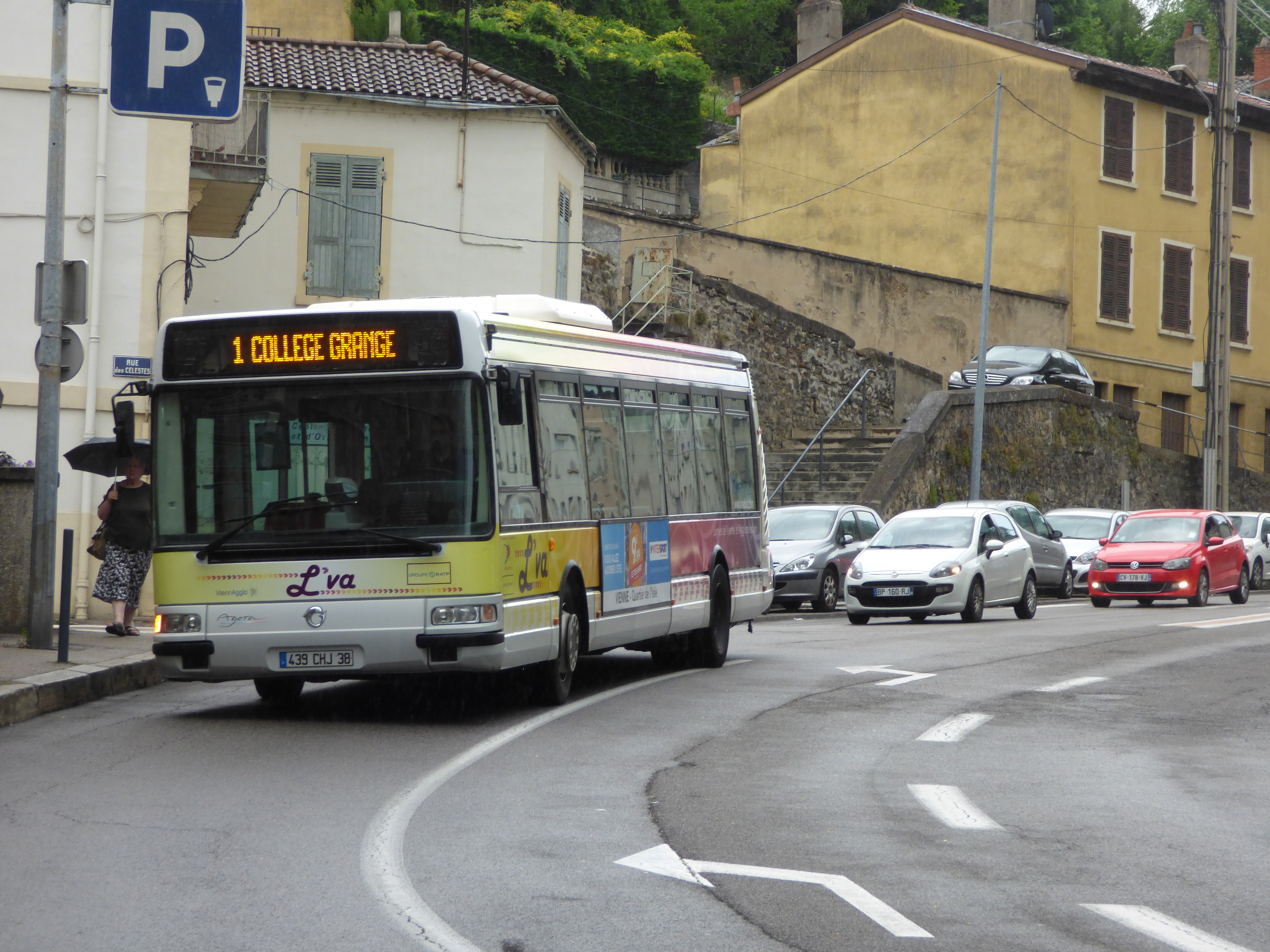
维埃纳街头的一辆公共汽车

### 公路
法国A7高速公路经过维埃纳市区西侧，法国国道N7线和多条伊泽尔省省道在维埃纳境内交汇，有校车线路可前往省会格勒诺布尔以及维埃纳周边的部分市镇。
2018年，69.6%的维埃纳家庭拥有至少一辆私人汽车。2019年，维埃纳境内共发生各类交通事故48起，造成2人遇难，61人受伤。

### 铁路
维埃纳位于巴黎－马赛铁路上，维埃纳站位于市区中部，停靠往返于里昂和马赛一线的区域列车，其中前往里昂方向每天有超过40班车次，已实现公交化运营。除此之外，维埃纳市区北部还有埃斯特雷桑火车站，方便当地居民通勤。

### 航空
距离维埃纳最近的民用航空站为里昂圣埃克絮佩里机场，距离维埃纳市中心的公路里程约36公里。

### 城市公共交通
维埃纳城市公共交通（商业名称为）是当地的城市公共交通系统，截至2020年6月，该系统共包括8条常规线路，路网覆盖了市区内的主要街道。

## 政治

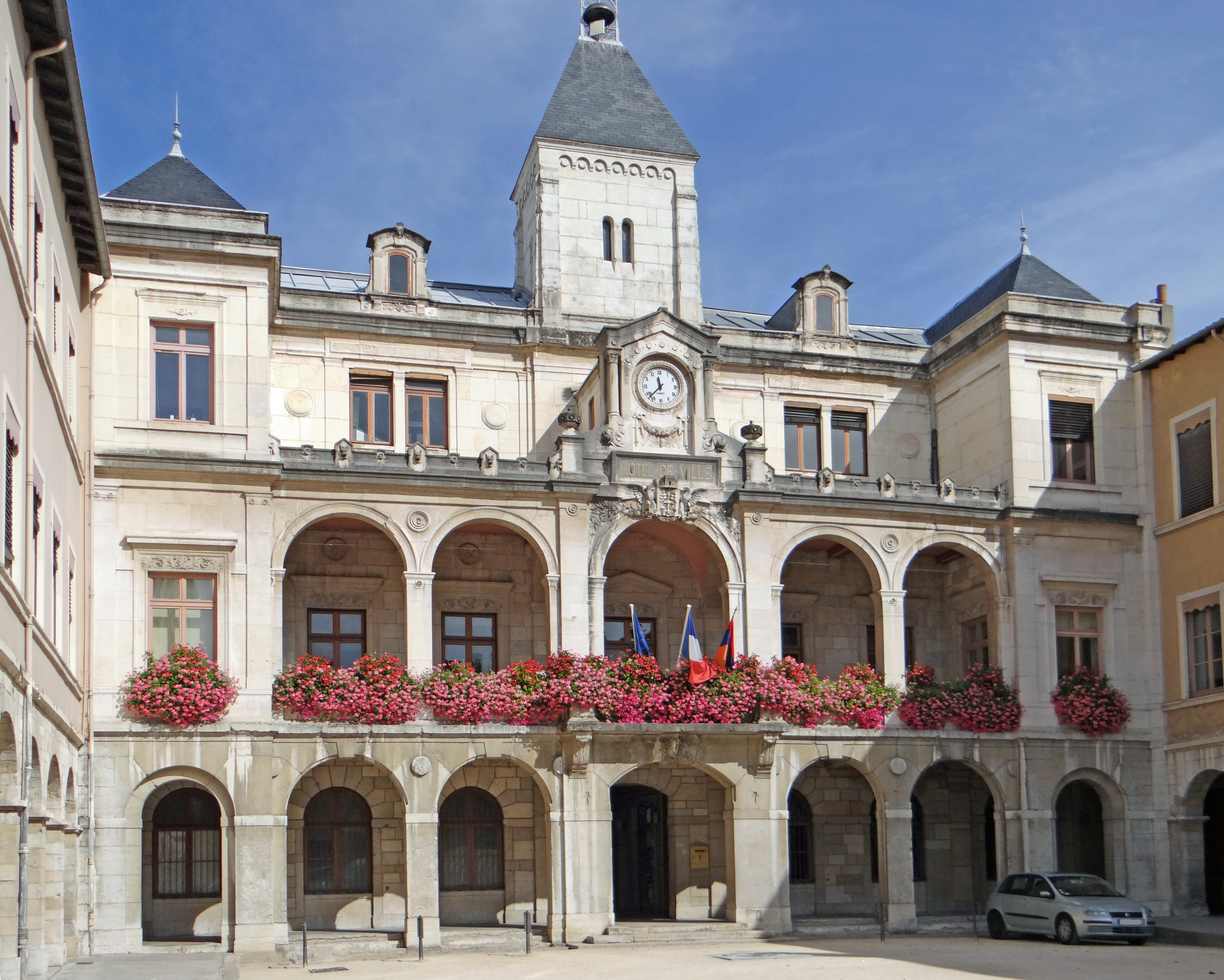
维埃纳市政厅

维埃纳的现任市长为蒂耶里·科瓦克先生（Thierry Kovacs），他是共和党的一名成员，在2020年的市政选举中获得了52.5%的支持率。
在2017年的法国总统大选中，法国第25任总统埃马纽埃尔·马克龙在维埃纳获得了71.46%的支持率。
| 维埃纳历届市长 |                              |                                    |
| 任期           | 市长                         | 党派                               |
| 1944年－1959年 | Lucien Hussel 吕西安·于塞尔  | SFIO工人国际法国支部               |
| 1959年－1971年 | Maurice Chapuis 莫里斯·沙皮  | MRP人民共和运动 →DVD右翼无党派人士 |
| 1971年－2001年 | Louis Mermaz 路易·梅尔马兹   | PS社会党                           |
| 2001年－2014年 | Jacques Remiller 雅克·勒米耶 | UDF法国民主联盟 →UMP人民运动联盟   |
| 2014年－       | Thierry Kovacs 蒂耶里·科瓦克 | UMP人民运动联盟 →LR共和黨          |

## 人口
2018年，维埃纳市镇人口数量为29,583，在法国排名第287位。其中男性14,079人，女性15,504人，75岁及以上人口占8.6%，外籍人口数量为6,802人，人口密度为1,306人/平方公里，当地居民被称为（男性）或（女性）。2019年，维埃纳境内出生389人，死亡人口302人。
| 年份   | 1936   | 1946   | 1954   | 1962   | 1968   | 1975   | 1982   | 1990   | 1999   | 2006   | 2011   | 2016   | 2018   |
| ------ | ------ | ------ | ------ | ------ | ------ | ------ | ------ | ------ | ------ | ------ | ------ | ------ | ------ |
| 人口數 | 25,436 | 23,519 | 25,669 | 26,977 | 29,057 | 27,830 | 28,294 | 29,449 | 29,975 | 30,092 | 28,800 | 29,454 | 29,583 |

## 经济

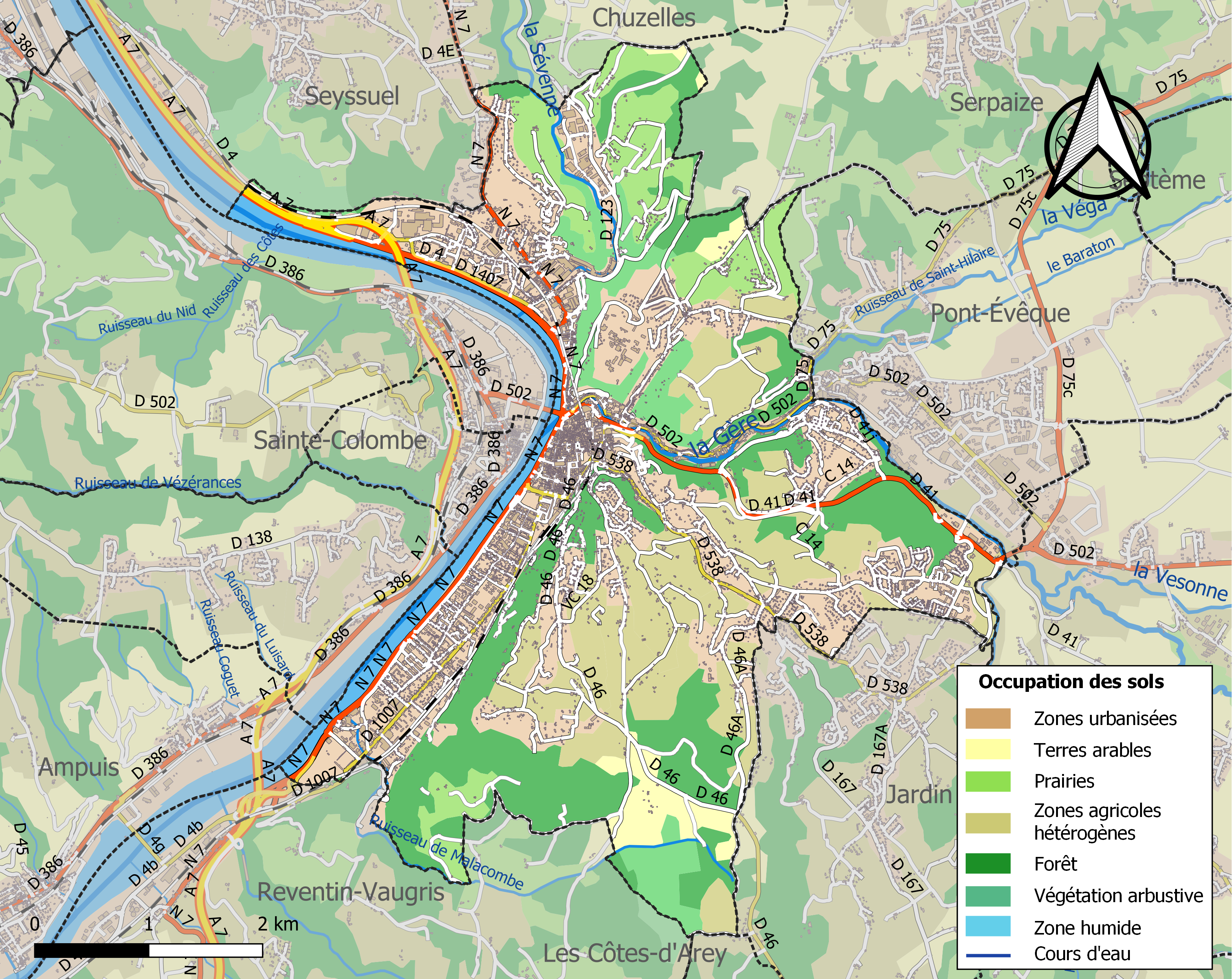
维埃纳土地利用情况地图

维埃纳是一个区域性的中心城市，北伊泽尔省工商会总部所在地。截止2021年10月，维埃纳共有各类用人单位（包含自雇）5,769家，平均历史为15年，其中97.8%为中小型企业（PME）。（房屋工程）、（汽车销售）及（家居宠物）是当地2019年营业额最高的三个企业，分别为243,785,000欧元、153,459,435欧元和90,869,468欧元。

## 财政收入
2019年，维埃纳的财政收入总额为41,016,600欧元，财政支出总额为38,220,100欧元，当年的债务总额为33,755,600欧元。2021年，维埃纳共获得5,472,055欧元的国家财政补助，比上一年增加了0.84%。
2019年，维埃纳的人均月收入总额为2,311欧元，其中高级职员为4,013欧元，低于法国平均水平（4,230欧元）；中级职员为2,380欧元，低于法国平均水平（2,411欧元）；普通职员为1,733欧元，亦低于法国平均水平（1,740欧元）。
2018年，维埃纳境内的青壮年（15至64岁）失业率为13.7%，当地48.8%的家庭拥有纳税资格，平均纳税3,222欧元，低于法国平均水平（3,888欧元）。

## 社会事务

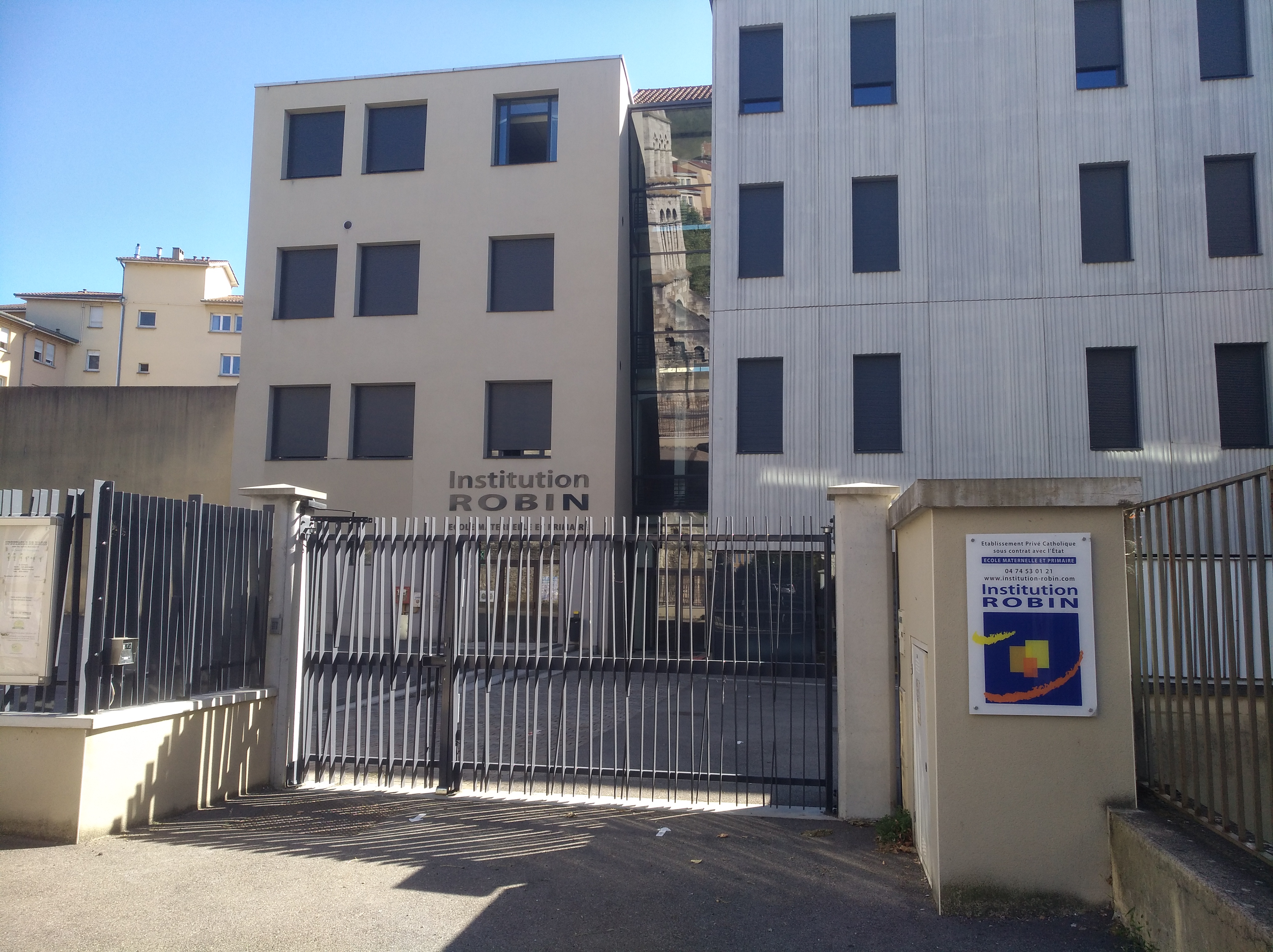
维埃纳市区的一所学校

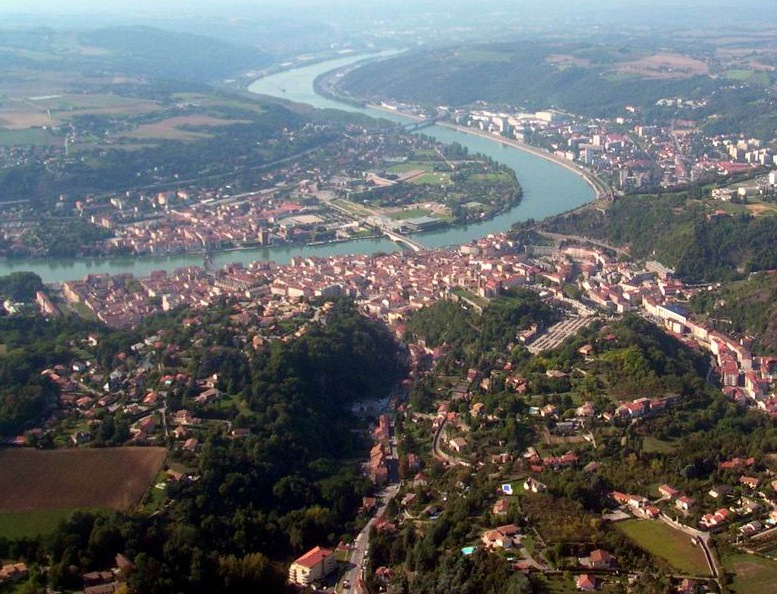
远眺维埃纳

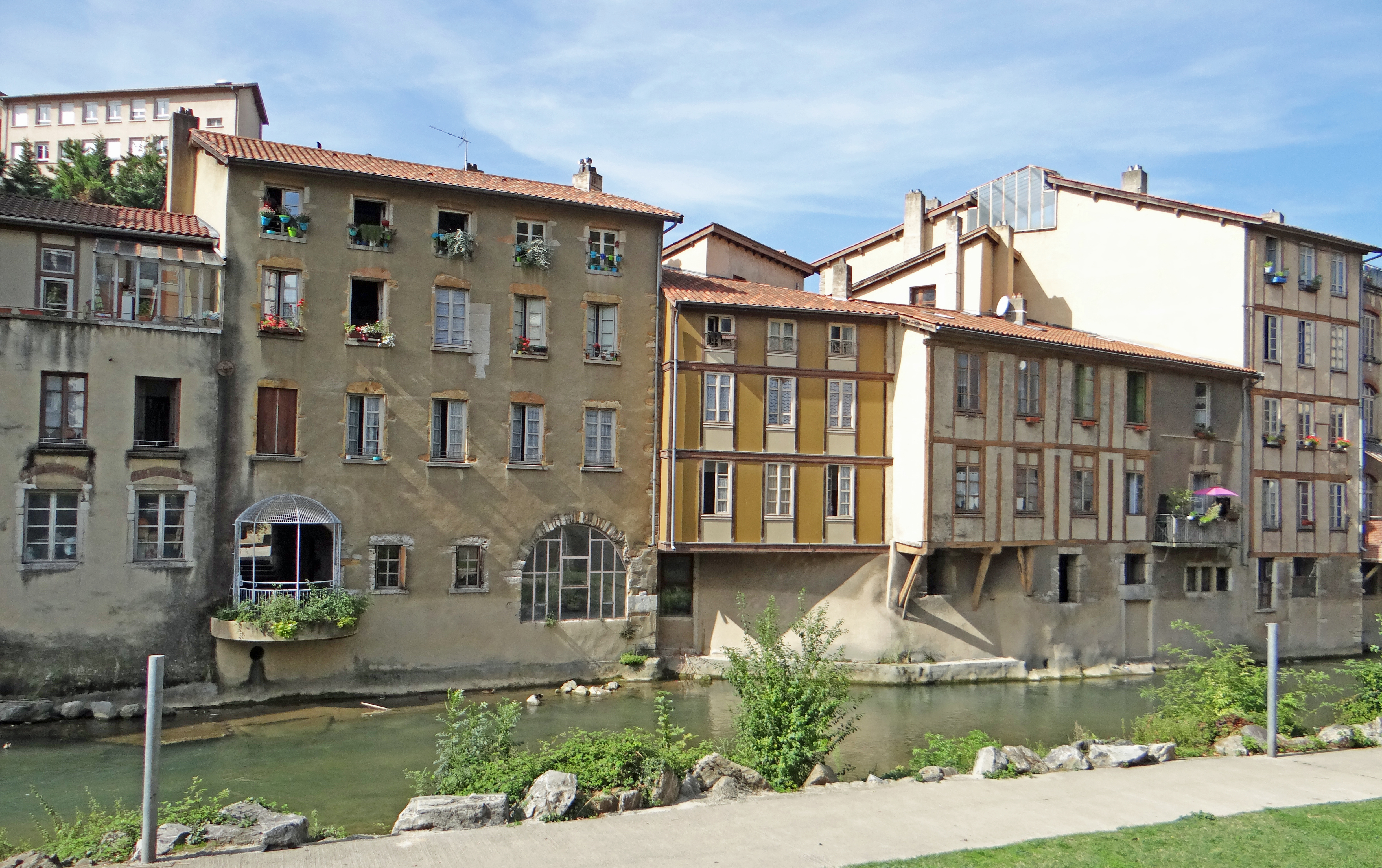
维埃纳市区民居

### 教育
维埃纳属于里昂学区。截止2018年1月1日，维埃纳境内共有8所幼儿园、14所小学、5所初级中学、5所普通高中、1所农业高中和3所职业高中。2018至2019学年度，维埃纳境内共有在校中小学生7,036名。
在高等教育方面，格勒诺布尔大学下属的一个应用技术学院在维埃纳设有校区。

### 医疗
截止2020年1月1日，维埃纳境内共有全科医生33名、保健师29名、牙医47名、护士61名、耳科医生1名、眼科医生5名、助产士7名、儿科医生1名和妇科医生2名。境内共有药房15家、养老院5家、残疾人帮扶中心7家。
维埃纳中心医院，全名为“维埃纳吕西安·于塞尔中心医院”（Centre hospitalier Lucien Hussel），是法国的一个区域性医疗机构，其主病区位于维埃纳市区，设有床位677个，是当地规模最大的公立综合性医院。

### 住房
2018年，维埃纳境内共有各类住房16,037套，其中21.7%为独立式居民区，主要分布于市区南部；78%为集中式居民区，主要分布在市区东部的“马利索勒”街区（Malissol）。常住房屋占维埃纳市镇范围内居民建筑总量的87.7%。
在住房保障政策方面，2020年，维埃纳境内共有4,366户家庭获得了住房经济补助，受益人数占总人口数量的14.8%，其中4,252份为房租补助。

### 商业
2019年，维埃纳境内共有各类实体商铺1,154家，其中餐厅166家、大型超市9家、杂货店14家、面包房29家、肉铺9家、书店19家、装饰品店2家、银行门店20家、美容美发店55家、汽车维修店56家。市区南部建有大型开放式商业街区。

### 体育
2020年，维埃纳境内共有4间体育馆、5座综合体育场、14处网球场、3处马术场、7处足球或橄榄球场以及8处篮球或排球场。
维埃纳体育俱乐部是当地的一支橄榄球球队，成立于1899年，曾于1937年获得法国橄榄球甲级联赛的冠军，2020至2021赛季参加法国橄榄球丙级联赛，其主场让-埃奇贝里球场是当地主要的体育设施，可同时容纳八千名观众。
截至2021年10月，维埃纳境内共有两家注册足球俱乐部：丘陵学院（Académie des Collines）和维埃纳圣阿尔邦足球俱乐部（Gazelec Omnisport Vienne St Alban）。

### 环境
维埃纳的环境事务由其所属的公共社区负责。2019年，维埃纳境内共有4家污染企业。

### 治安
2019年，维埃纳市镇范围内共有1处派出所和1处宪兵队。
2014年，维埃纳及附近地区共发生各类案件2,496起，其中盗窃类案件1,576起，经济类案件257起，毒品交易类案件147起。

## 文化
2020年，维埃纳境内共有1家电影院、3家博物馆和1家音乐厅。维埃纳市政府提供多媒体中心，向公众全年开放。

### 建筑
维埃纳是法国艺术与历史之城，其境内有多处法国国家文物保护单位，其中维埃纳主教座堂、莉薇娅·奥古斯塔神庙、圣伯多禄堂、维埃纳金字塔、维埃纳古罗马剧场等为当地的代表性建筑物。

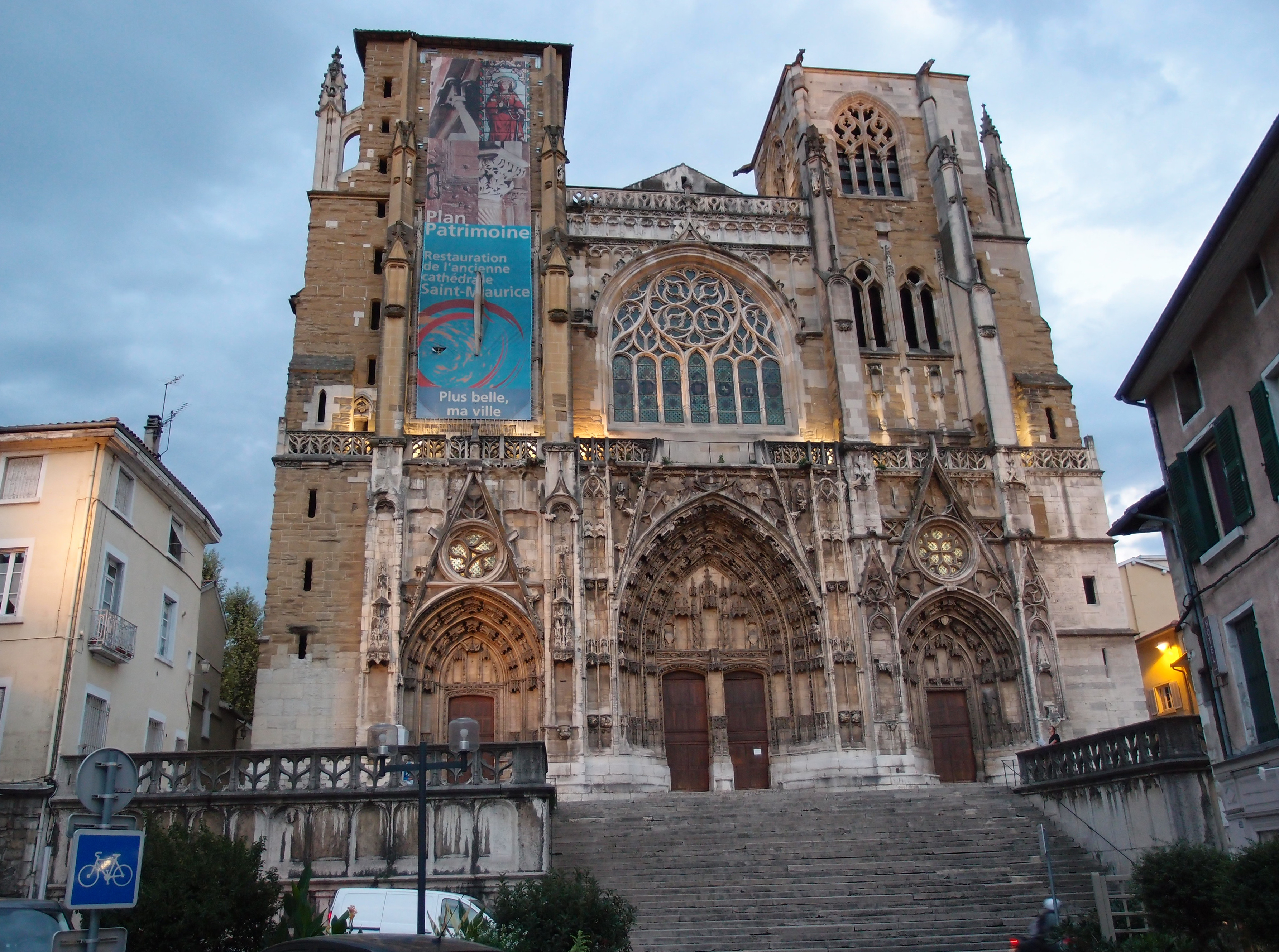
维埃纳主教座堂
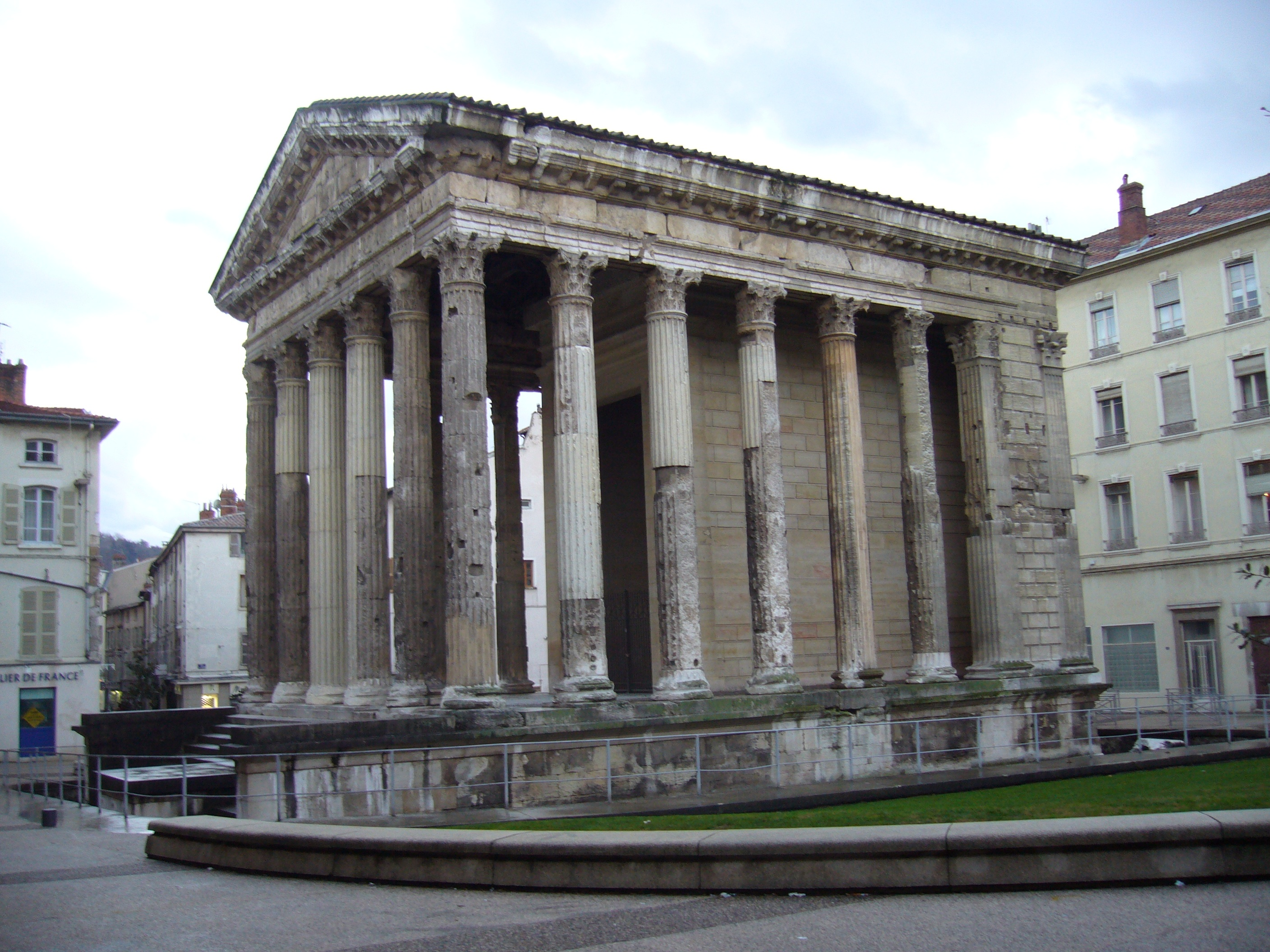
莉薇娅·奥古斯塔神庙
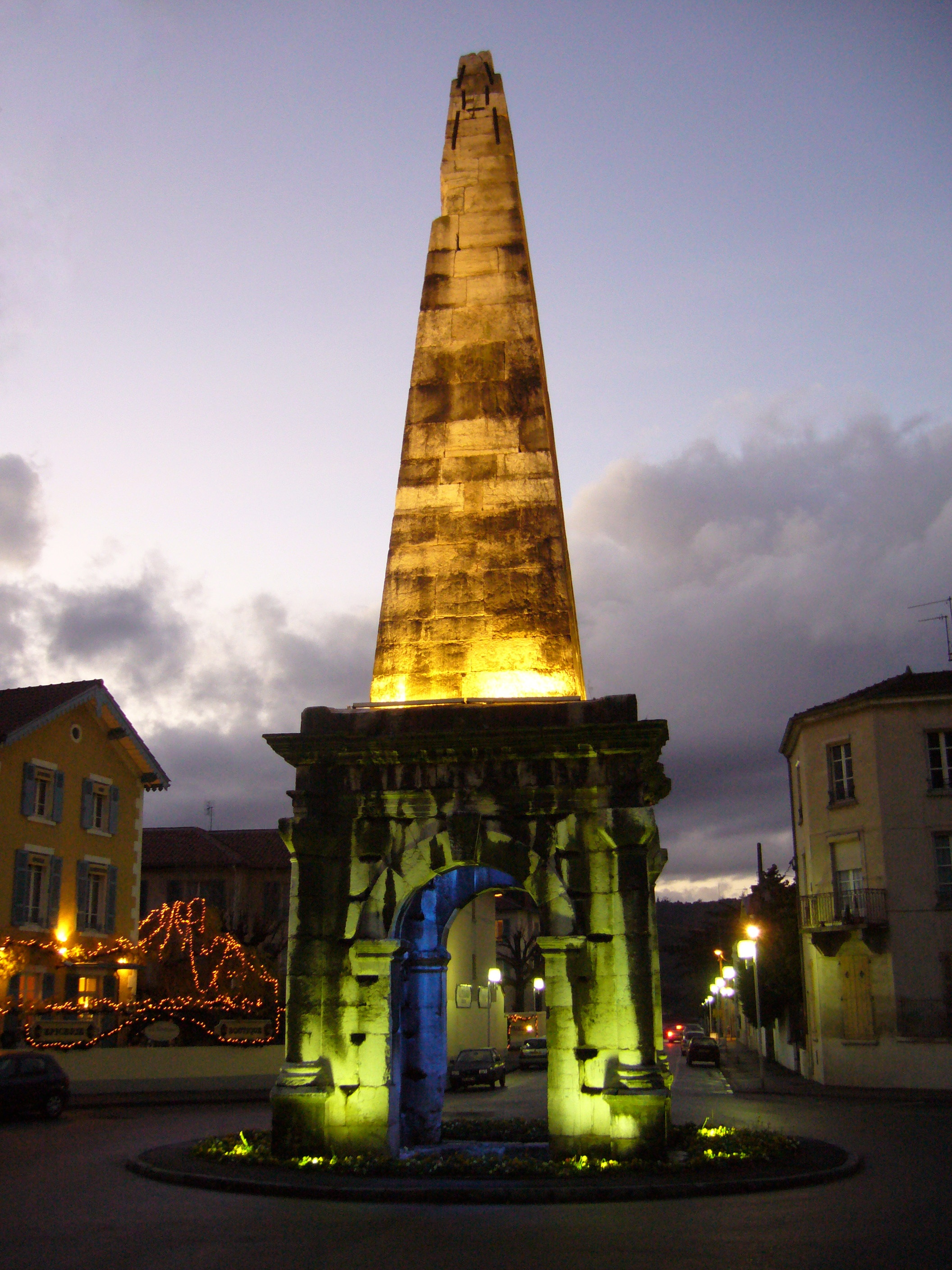
维埃纳金字塔
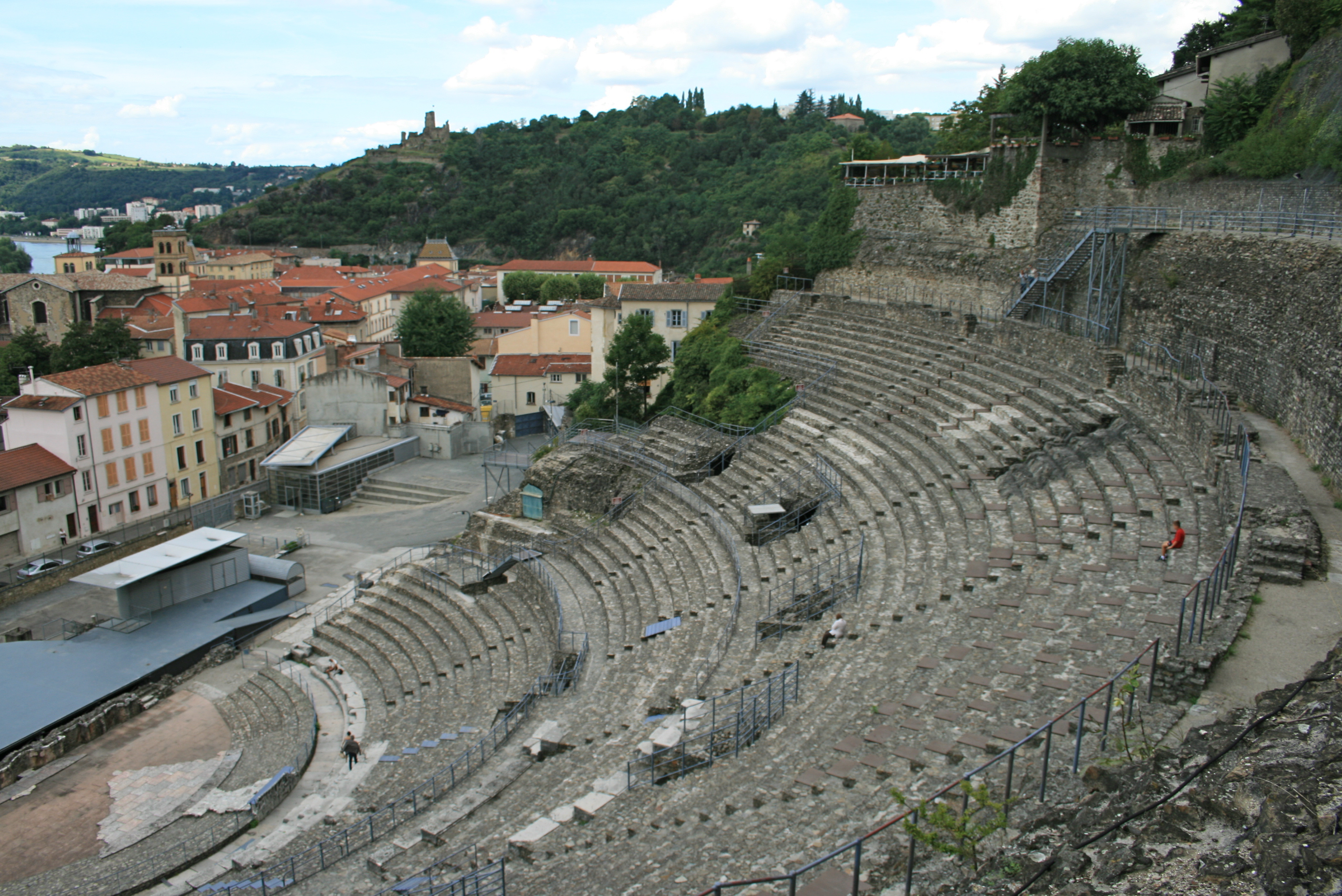
维埃纳古罗马剧场
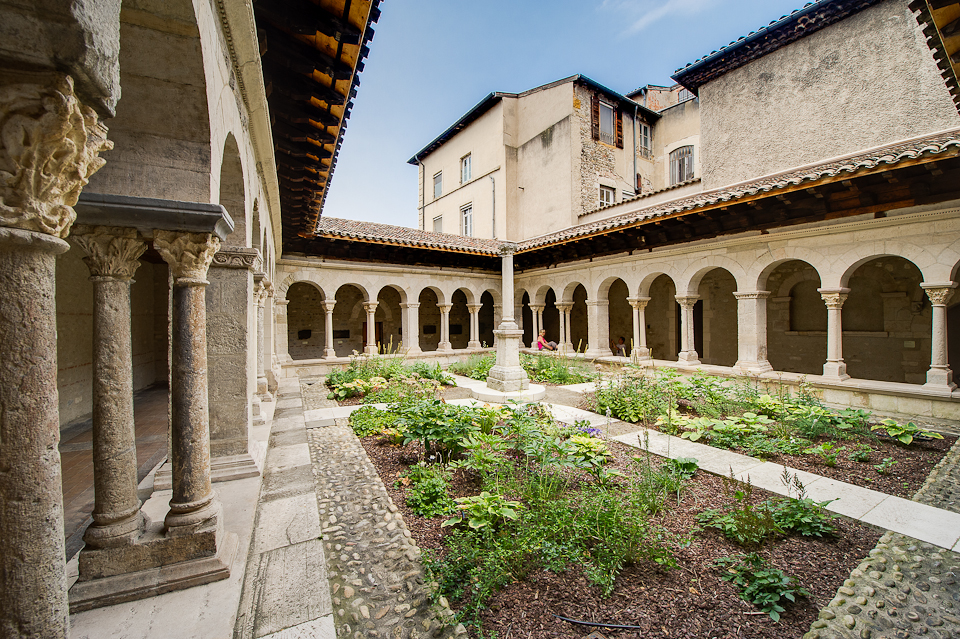
下圣安德烈修道院
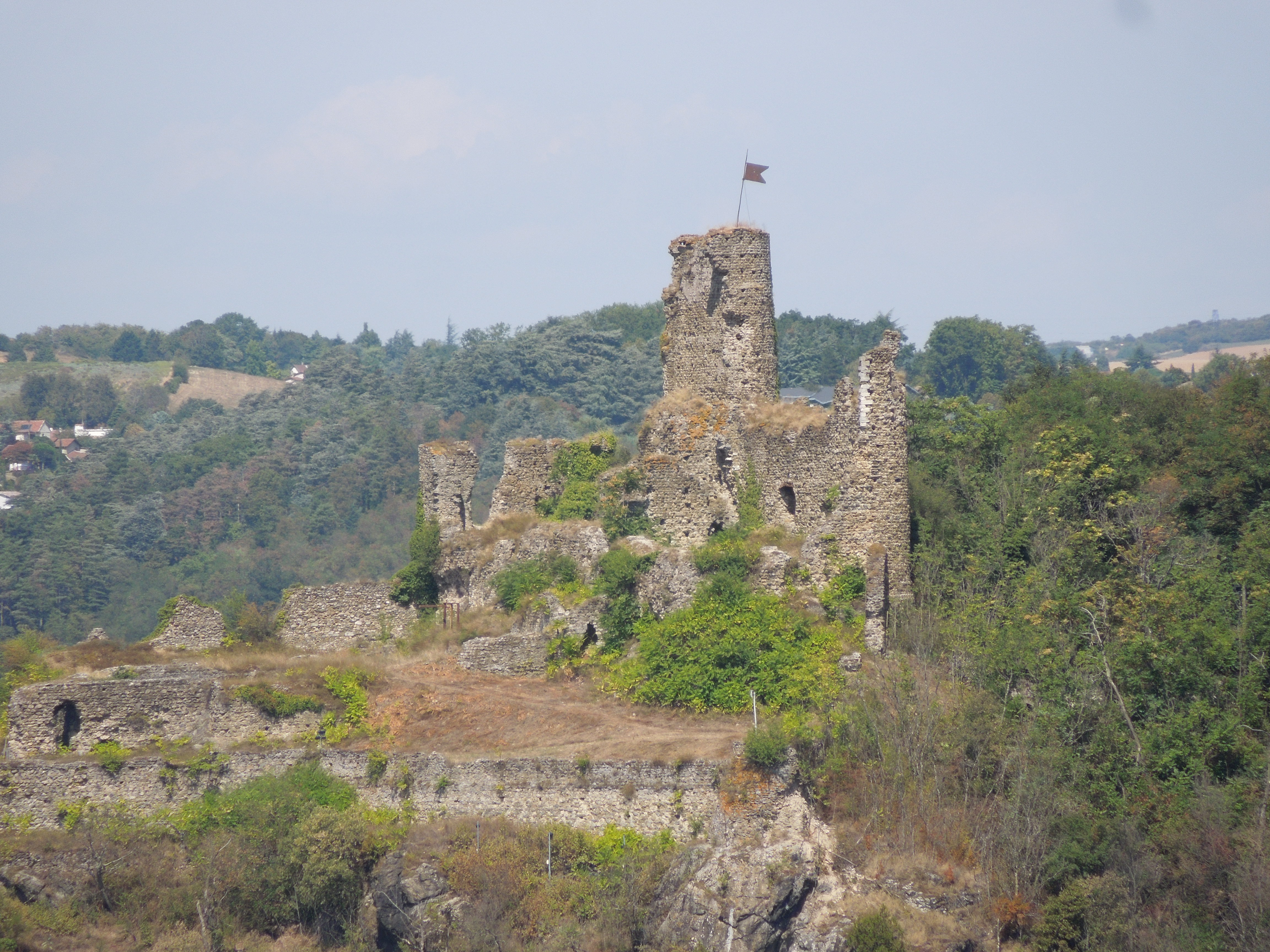
拉巴蒂城堡遗址

### 旅游
维埃纳的旅游事务由其所属的公共社区负责。2020年，维埃纳境内共有5家宾馆共计245间房间。

### 活动
自1981年起，维埃纳每年夏季举办维埃纳爵士音乐节。

### 媒体
法国主要的媒体均可在维埃纳接收，法国电视三台下属的奥弗涅-罗讷-阿尔卑斯大区频道在部分时段播出维埃纳所属区域的地方新闻。

## 相关人物
法国地质学家弗朗索瓦·德·拉德雷尔、诗人米歇尔·皮沙、弗朗索瓦·蓬萨尔和男子竞技体操运动员阿尔贝·塞甘出生于维埃纳。

## 友好城市
截至2020年6月，维埃纳共与9座城市互为友好城市关系：

| - 西班牙 阿尔瓦塞特 - 德国 埃斯林根 - 亞美尼亞 戈里斯 | - 英国 尼思塔尔伯特港 - 波蘭 彼得庫夫特雷布納爾斯基 - 荷蘭 斯希丹 | - 義大利 乌迪内 - 斯洛維尼亞 韋萊涅 - 美国 格林尼治 |